# Windows 2.1x
Windows 2.1x je linija Microsoftovih operacijskih sistemov za osebne računalnike.

## Različice
Izšli sta dve različici Windows 2.10, ki sta bili prilagojeni za Intelove procesorje.

#### Windows/286
Windows/286 izkoristi HMA za povečavo pomnilnika.
Kljub poimenovanju, Windows/286 polno deluje tudi na 8088 in 8086 procesorjih, le da ne izkoristi vsega pomnilnika.

#### Windows/386
Windows/386 je veliko naprednejši. Predstavil je zaščiteni način jedra. To omogoča, da lahko več procesov deluje hkrati.

## Windows 2.11
Marca 1989 je Microsoft izdal Windows 2.11 v 286 in 386 različici. V tej so napravili nekaj manjših popravkov, dodali podporo za AppleTalk, hitrejše tiskanje in posodobljene gonilnike.